# Cervejaria Baden Baden

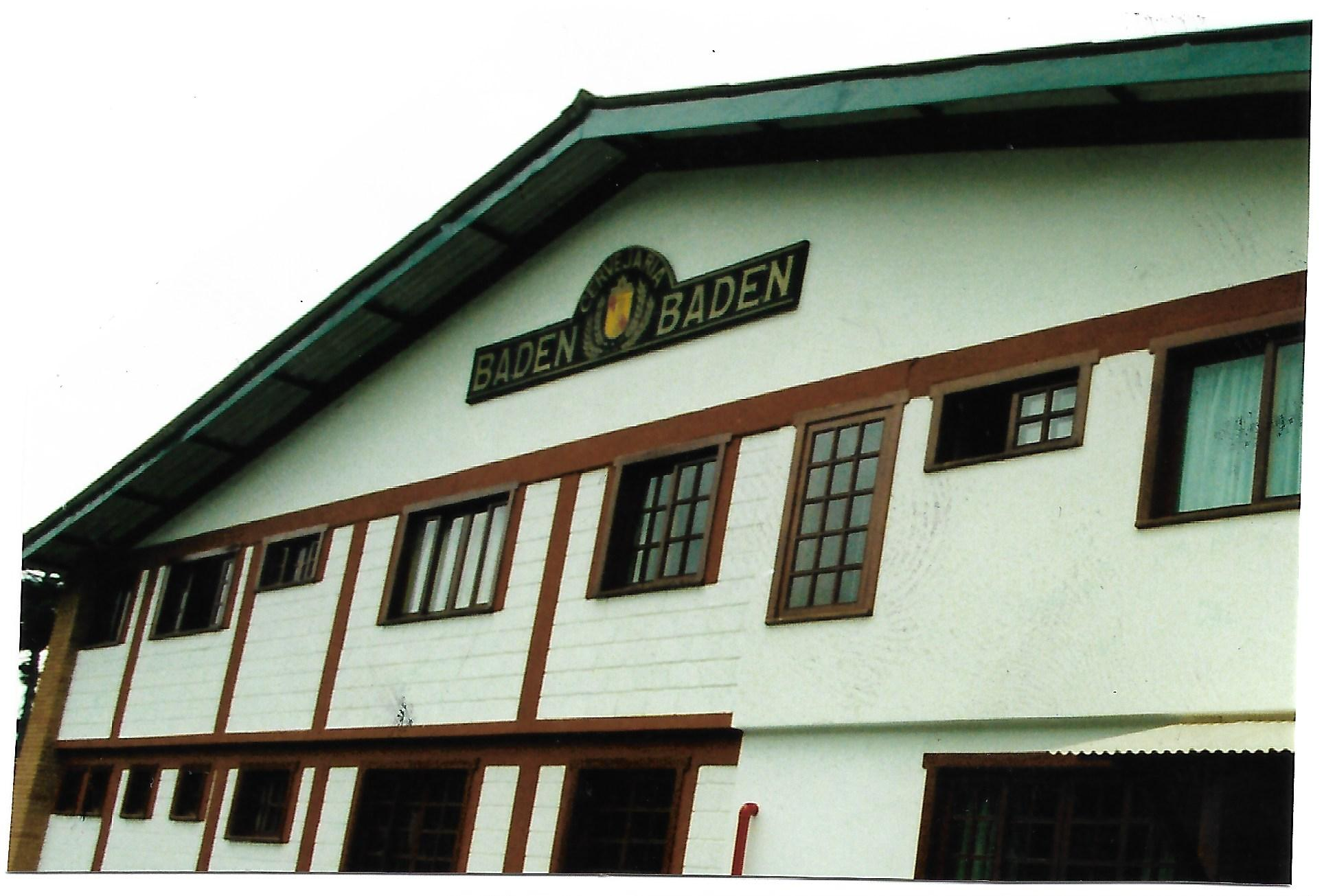
Fachada original da Cervejaria Baden Baden, em Campos do Jordão.

A Cervejaria Baden Baden é uma cervejaria brasileira, localizada no município de Campos do Jordão, no estado de São Paulo. Ela foi fundada em 1999, para ser uma fábrica-modelo na produção de cervejas artesanais, a primeira fabricante de cervejas premium no Brasil, seguindo à risca o movimento mundial The Craft Beer Renaissance.

## História
A Cervejaria Baden Baden nasceu a partir da união de três empresas: a Sheps do Brasil, a The Beer Store e a Choperia Baden Baden.
O famoso restaurante de cozinha alemã Choperia Baden Baden, fundado em 1985, na cidade de Campos do Jordão, estado de São Paulo, por José Vasconcelos, era um dos principais clientes da Sheps do Brasil, empresa construtora de marcas e distribuidora seletiva de cervejas gourmet inglesas e canadenses, de propriedade de Alberto Ferreira e Aldo Bergamasco.
Com a crise de desvalorização do real em janeiro de 1999, conhecida como Efeito Samba, Alberto e Aldo procuraram Vasconcelos para discutir, em uma reunião realizada na própria Choperia, o acordo comercial que existia entre eles, pois, com a consequente alta das moedas estrangeiras, o custo de importação havia aumentado significativamente, o que poderia inviabilizar a comercialização, caso todo o modelo de precificação das cervejas não fosse revisto.
Após encontrarem uma boa solução econômica para continuarem oferecendo as cervejas Spitfire, Bishops Finger e Original Porter, os três amigos continuaram na mesa do restaurante, conversando sobre a criação e desenvolvimento do segmento de cervejas gourmet no Brasil. Foi nesse momento que tiveram a ideia de fabricar a própria cerveja artesanal, tomando, como referência, as cervejas importadas pela Sheps do Brasil.
Entretanto, nenhum dos três tinham qualquer experiência na fabricação de cervejas. Foi então que Alberto e Aldo se lembraram de Marcelo Moss, um cliente da Sheps do Brasil, que havia sido proprietário do The Beer Store, um bar em São Paulo, concebido a partir do conceito de ”Brew On Premises”, ou seja, um local que oferece equipamentos para que o cliente faça sua própria cerveja. Como o bar havia encerrado suas atividades recentemente, os equipamentos provavelmente ainda estariam disponíveis.
Assim, na semana seguinte, uma reunião foi realizada com a presença de todos os quatro, que discutiram a viabilidade do projeto durante todo o fim de semana. E, apesar de todos os potenciais desafios e problemas que naturalmente surgiriam numa empreitada dessa natureza, decidiram por seguir em frente. Nascia, assim, a Cervejaria Baden Baden.
No segundo semestre de 1999, a construção da fábrica foi iniciada, na cidade de Campos do Jordão, com a proposta de aderir ao movimento The Craft Beer Renaissance, que, como o próprio nome já diz, fomenta o renascimento da cerveja artesanal, produzida de forma paciente e meticulosa, mas também valorizando, acima de tudo, a felicidade e o prazer de fabricar boas cervejas. O nome “Baden Baden” foi naturalmente escolhido como homenagem ao icônico restaurante, local onde a ideia da fabricação surgiu.
Nessa mesma época, a Ambev foi criada, resultado da fusão entre as cervejarias Companhia Antarctica Paulista e Companhia Cervejaria Brahma. Carlos Hauser, um dos melhores mestres-cervejeiros do Brasil, com especialização na Alemanha, à época com mais de 40 anos de experiência no mercado, decidiu deixar o gigante que se formava na indústria cervejeira e unir-se ao ambicioso projeto de fabricar, em pequena escala, as primeiras cervejas gourmet no Brasil.
Oriundo da Companhia Antarctica Paulista, Carlos Hauser foi o responsável, durante muitos anos, pela fabricação do famoso chopp da Choperia Pinguim, localizado na cidade de Riberão Preto, São Paulo. Como a proposta da Cervejaria Baden Baden era aderir ao The Craft Beer Renaissence e produzir pequenos lotes, somente dos melhores estilos de cervejas artesanais, Carlos Hauser dedicou-se, com muito afinco, no desenvolvimento de receitas exclusivas, baseado no vasto conhecimento dele e de sua família, que, há quatro gerações, vinha fabricando cervejas europeias.
Em 2000, depois de meses de testes com diversas receitas, nasceu a primeira cerveja da marca, o Chopp Red Ale. Em abril de 2001, foram lançadas as primeiras cervejas engarrafadas: Red Ale, Pilsen Cristal, Lager Bock e Stout Dark Ale. Muitas cervejas diferentes foram criadas desde então, sendo a maior parte para fazer parte do portfólio regular de produtos, mas também algumas como edições limitadas comemorativas, como as tradicionais Celebration de Inverno (Double Lager Bock) e a Christmas Beer (Ale). 
Em 2007, a Schincariol, então a segunda maior cervejaria do Brasil, acabou adquirindo a Cervejaria Baden Baden, por um valor não divulgado.
Em 2011, 50,45% do capital do Grupo Schincariol foi adquirido pela Kirin Holdings, do Japão, por R$ 3,95 bilhões. No fim do mesmo ano, o CADE aprovou a compra de 100% da empresa, com o valor pago de R$ 2,35 bilhões pelos 49,55% restantes das ações.
Em 2017, a Brasil Kirin foi adquirida pela Heineken Brasil, que assumiu o controle de todas suas marcas anteriores, incluindo a Baden Baden. O valor da aquisição foi de R$ 2,2 bilhões.

## Cervejas
A Cervejaria Baden Baden produz 15 rótulos de cerveja:
- American IPA
- 5 Grãos
- Witbier
- Chocolate
- Bock
- Weiss
- Golden
- Red Ale
- Stout
- Cristal
- 1999
- Celebration Inverno
- Christmas Beer
- Tripel
- 15 Anos